# Kōichi Nakano
Kōichi Nakano (jap. 中野浩一 Nakano Kōichi; ur. 14 listopada 1955 r. w Kurume) – japoński kolarz torowy, dziesięciokrotny mistrz świata w sprincie indywidualnym.

## Kariera
Pierwszy sukces w karierze Kōichi Nakano osiągnął w 1977 roku, kiedy zwyciężył w sprincie indywidualnym zawodowców na mistrzostwach świata w San Cristóbal. Wyczyn ten Japończyk powtórzył na dziewięciu kolejnych edycjach mistrzostw świata. Do tego osiągnięcia nie zbliżył się żaden kolarz, z wyjątkiem Włocha Antonio Maspesa i Belga Jefa Scherensa, którzy zdobyli po siedem tytułów w tej konkurencji. Nakano startował także w europejskich zawodach torowych, zajmując między innymi trzecie miejsce w Paryżu w 1978 roku i pierwsze w Kopenhadze trzy lata później. Nigdy jednak nie brał udziału w igrzyskach olimpijskich.